# العلاقات السيراليونية اللوكسمبورغية
العلاقات السيراليونية اللوكسمبورغية هي العلاقات الثنائية التي تجمع بين سيراليون ولوكسمبورغ.

## مقارنة بين البلدين
هذه مقارنة عامة ومرجعية للدولتين:
| وجه المقارنة                                              | سيراليون       | لوكسمبورغ                                                     |
| --------------------------------------------------------- | -------------- | ------------------------------------------------------------- |
| المساحة (كم2)                                             | 71.74 ألف      | 2.59 ألف                                                      |
| عدد السكان (نسمة)                                         | 7.56 مليون     | 599.45 ألف                                                    |
| الكثافة السكانية (ن./كم²)                                 | 105.38         | 231.45                                                        |
| العاصمة                                                   | فريتاون        | لوكسمبورغ                                                     |
| اللغة الرسمية                                             | لغة إنجليزية   | اللغة اللوكسمبورغية، لغة فرنسية، اللغة الألمانية              |
| العملة                                                    | ليون سيراليوني | يورو، فرنك لوكسمبورغ                                          |
| الناتج المحلي الإجمالي (بليون دولار)                      | 3.77 مليار     | 62.40 مليار                                                   |
| الناتج المحلي الإجمالي (تعادل القوة الشرائية) بليون دولار | 10.13 مليار    | 58.13 مليار                                                   |
| الناتج المحلي الإجمالي الاسمي للفرد دولار أمريكي          | 653            | 101.45 ألف                                                    |
| الناتج المحلي الإجمالي للفرد دولار أمريكي                 | 1.97 ألف       | 101.93 ألف                                                    |
| مؤشر التنمية البشرية                                      | 0.413          | 0.892                                                         |
| رمز المكالمات الدولي                                      | +232           | +352                                                          |
| رمز الإنترنت                                              | .sl            | .lu                                                           |
| المنطقة الزمنية                                           | 00             | توقيت وسط أوروبا، ت ع م+01:00، ت ع م+02:00، أوروبا/لوكسمبورج ‏ |

## منظمات دولية مشتركة
يشترك البلدان في عضوية مجموعة من المنظمات الدولية، منها:
| علم المنظمة | اسم المنظمة                               | تاريخ انضمام سيراليون | تاريخ انضمام لوكسمبورغ |
| ----------- | ----------------------------------------- | --------------------- | ---------------------- |
|             | مؤسسة التنمية الدولية                     | 13 نوفمبر 1962        | 4 يونيو 1964           |
|             | البنك الإفريقي للتنمية                    | ?                     | ?                      |
|             | يونسكو                                    | 28 مارس 1962          | 27 أكتوبر 1947         |
|             | مؤسسة التمويل الدولية                     | 10 سبتمبر 1962        | 4 أكتوبر 1956          |
|             | منظمة حظر الأسلحة الكيميائية              | ?                     | ?                      |
|             | الأمم المتحدة                             | 27 سبتمبر 1961        | 24 أكتوبر 1945         |
|             | الاتحاد الدولي للاتصالات                  | 30 ديسمبر 1961        | 2 مارس 1866            |
|             | منظمة الشرطة الجنائية الدولية             | ?                     | ?                      |
|             | البنك الدولي للإنشاء والتعمير             | 10 سبتمبر 1962        | 27 ديسمبر 1945         |
|             | الاتحاد البريدي العالمي                   | ?                     | ?                      |
|             | المركز الدولي لتسوية المنازعات الاستشارية | 14 أكتوبر 1966        | 29 أغسطس 1970          |
|             | وكالة ضمان الاستثمار متعدد الأطراف        | 20 يونيو 1996         | 29 أغسطس 1991          |
|             | منظمة التجارة العالمية                    | ?                     | ?                      |

## وصلات خارجية
- موقع وزارة الخارجية اللوكسمبورغية